# Акт о единообразии
Акт о единообразии общественных молитв, совершения таинств, других обрядов и церемоний, а также об установлении формы посвящения епископов, священников и диаконов в Англиканской церкви (англ. An Act for the Uniformity of Publick Prayers; and Administration of Sacraments, and other Rites and Ceremonies: And for the establishing the Form of Making, Ordaining, and Consecrating Bishops, Priests, and Deacons in the Church of England) — название четырёх законов, принятых английским парламентом последовательно в 1549, 1552, 1559 и 1662 годах, установивших единую для Церкви Англии Книгу общих молитв и ставших основным инструментом для введения установленной Англиканской церкви. С рядом последующих изменений действует и в настоящее время.

## Акт 1549 года
Необходимость Акта о единообразии обусловлена особым государственным характером Английской Реформации и возникшей в её результате Англиканской церкви. Акт о супрематии 1534 года установил обязательность участия всех английских подданных в богослужениях государственной церкви, главенство в которой принадлежало монарху. Соответственно все изменения в религиозной практике оформлялись актами парламента и подписывались королём, после чего становились обязательными для всех подданных королевства. Реформы Генриха VIII касались, в основном, форм управления Церковью и её имуществом, но слабо затрагивали богослужение. Ситуация изменилась в царствование его сына Эдуарда VI, при котором партия реформаторов утвердилась у кормила власти.
В 1549 году под руководством архиепископа Кентерберийского Томаса Кранмера была разработана первая Книга общих молитв, содержавшая чины литургии, утрени, вечерни, а также основных треб, переведённые с латинского на английский язык. Введение Книги общих молитв, заменившей все ранее существовавшие латинские богослужебные книги, было оформлено Актом о единообразии. Отмене подлежали не только господствовавший римский обряд, но и местные английские (сарумский, йоркский, линкольнский и проч). Предвидя сопротивление реформе, Акт устанавливал меры государственного принуждения. Так епископ или священник, отказавшийся совершать богослужение в соответствии с Книгой общих молитв или порицавший эту книгу, подлежал светскому суду присяжных, лишался годового дохода со своего бенефиция и подвергался заключению (за первое нарушение — на шесть месяцев, за второе — на один год, за третье — пожизненно). После введения Книги общих молитв в Корнуолле и Девоне вспыхнуло восстание, позднее жестоко подавленное королевскими войсками.
Формально Акт 1549 года не налагал никаких наказаний на мирян за приверженность отменённому римскому обряду, но, поскольку совершение клириками богослужений по старому чину было запрещено, миряне тоже были лишены возможности выбора. Введение первой Книги общих молитв вызвалo значительные волнения и даже восстания (в Уэльсе и юго-западной Англии). Хотя Эдуард VI своим указом и помиловал мятежников (кроме тех, кто к моменту издания указа находился в заключении), возникла необходимость государственного принуждения и мирян, что и было реализовано следующим Актом о единообразии.

## Акт 1552 года
В 1552 году под руководством Томаса Кранмера была издана вторая Книга общих молитв, введение которой в богослужение было оформлено следующим Актом о единообразии. Вторая Книга общих молитв значительно изменяла порядок и смысл богослужений. Так, из литургии были изъяты все упоминания о бескровной жертве, исключены обращения к Богородице и святым, значительно изменён евхаристический канон. Столь решительные реформы требовали столь же значительных мер принуждения. Все наказания, налагаемые на клириков по Акту 1549 года, были сохранены, а на мирян были наложены схожие меры воздействия. Мирянин, склонявший или принуждавший клириков к совершению «дореформенного» богослужения, порицавший новый порядок богослужений или отказывавшийся в них участвовать, подлежал суду присяжных, штрафу (за первое нарушение — 100 марок, за второе − 400), а за третье нарушение полагалась конфискация имущества в пользу короны и пожизненное заключение. Единственным лицом в Англии, в доме которого было разрешено совершение «прежнего» богослужения, была старшая сестра короля Эдуарда VI Мария.
Столь значительное давление государства на религиозную совесть подданных привело к обратному результату. После смерти Эдуарда VI Мария, невзирая на попытки вельмож возвести на престол протестантку Джейн Грей, заняла трон и отменила Акт 1552 года. Было разрешено вернуться к богослужению, сложившемуся на момент кончины Генриха VIII, а затем Англиканская церковь воссоединилась с Римской Католической.

## Акт 1559 года
Вступившая на престол после смерти Марии Елизавета I вновь восстановила Книгу общих молитв 1552 года, закрепив это решение Актом о единообразии 1559 года. Новый Акт дословно повторял наказания, налагавшиеся на несогласных священников и мирян предыдущим Актом 1552 года. В Акт было введено положение, обязывавшее всех английских подданных участвовать в воскресных богослужениях под угрозой штрафа в 12 пенсов. Меры, предусмотренные Актом, широко использовались в царствования Елизаветы I, Иакова I, Карла I для преследования католиков и протестантских диссентеров.
В 1643 году революционный Долгий парламент отменил Акт о единообразии и заменил епископскую форму управления пресвитерианской. В 1647 году было упразднено и официальное пресвитерианство, победившие индепенденты всячески противились установлению какой-либо государственной Церкви.

## Акт 1662 года
Перед своей Реставрацией (1660 год) Карл II издал Бредскую декларацию, содержавшую, в том числе, и гарантию свободы вероисповедания. Тем не менее, уже в 1662 году официальная Англиканская церковь была восстановлена; издана новая Книга общих молитв, в основном повторявшая кранмеровскую Книгу 1552 года. Восстановление Англиканской церкви и её богослужения было закреплено Актом о единообразии 1662 года.
В соответствии с Актом все епископы и священники были обязаны 24 августа 1662 года (день святого Варфоломея) совершить богослужение в соответствии с Книгой общих молитв и торжественно объявить о своём принятии этой книги и подчинении (англ. conform) Акту. В дальнейшем все подчинившиеся клирики были обязаны совершать богослужение исключительно в соответствии с Книгой общих молитв (минимум 1 раз в месяц, в противном случае налагался штраф 5 фунтов). Все священнослужители, отказавшиеся подчиниться требования Акта и принять Книгу общих молитв, отстранялись от дальнейшего богослужения.
В период с момента издания Акта и до 24 августа 1662 года все священнослужители, ставшие таковыми в период Революции и не рукоположённые в соответствии с Книгой общих молитв, были обязаны принять рукоположение от англиканских епископов. После 24 августа 1662 года все священнослужители, не принявшие рукоположения в Англиканской церкви, отстранялись от дальнейшего богослужения, а за незаконное отправление богослужения наказывались штрафом в 100 фунтов.
В этот же период все священнослужители, представители гражданской власти, а также руководители и преподаватели университетов, колледжей, школ были обязаны клятвенно заявить о своём принятии Книги общих молитв и 39 статей. В противном случае виновные лишались своих должностей и доходов.

## Дальнейшая судьба Акта 1662 года
Акт 1662 года открыл период, называющийся «великим гонением» на пуритан, отказавшихся подчиниться и получивших название «нонконформистов». 24 августа 1662 года, ставший для пуритан «Чёрным Варфоломеем», более 2 000 пуританских священнослужителей были изгнаны со своих кафедр. Нонконформисты игнорировали установленные официальные богослужения, собираясь в домах изгнанных священнослужителей или в дикой местности. Так как такие собрания были открытым вызовом Акту 1662 года, в последующие годы были изданы ужесточающие законы:
- «Акт о молельных собраниях» объявлял незаконными молитвенные собрания в количестве более 5 человек, проводившиеся не в стенах англиканских храмов,
- «Акт о пяти милях» запрещал лишённым должности священнослужителям проживать ближе 5 миль от места, где он ранее проповедовал.

Невзирая на репрессии, правительству Карла II не удалось сломить сопротивление нонконформистов. 15 марта 1672 года Карл II был вынужден издать «Королевскую декларацию об индульгенции», позволившую пуританским священнослужителям проповедовать при условии признания верховной власти короля. В следующем 1673 году под давлением парламента Карл II издал «Акт о присяге», лишивший католиков возможности воспользоваться индульгенцией 1672 года. Его преемник Яков II пытался распространить условия индульгенции и на своих единоверцев — католиков, но его Декларация вызвала всеобщее недовольство и стала одной из причин Славной революции. Возвращение католикам их гражданским прав происходило постепенно в течение XVIII — XIX веков и завершилось в 1829 году. В этот же период происходило смягчение законодательства по отношению к диссентерам, начало которому положил Акт о веротерпимости 1689 года. В 1872 году британский парламент издал «Акт, дополняющий Акт о единообразии» (англ. Act of Uniformity Amendment Act). В XX веке с изданием альтернативных богослужебных книг в Церквах Англиканского сообщества Книга общих молитв перестала быть единственно разрешённой для богослужения. Номинально Акт о единообразии 1662 года действует и в настоящее время.